# Günter Szewierski
Günter Szewierski (* 5. April 1923 in Breslau; † 6. August 2005 in Wismar) war ein deutscher Fußballspieler.
Szewierski begann als Zehnjähriger mit dem Fußballspielen in der Schülermannschaft von Hertha Breslau. Mit 17 schaffte der rechte Verteidiger den Sprung in die Männermannschaft der Hertha, die in der Gauliga Schlesien spielte.
Nachdem Szewierski 1941 in den Zweiten Weltkrieg hatte ziehen müssen, geriet er 1944 in britische Gefangenschaft. 1948 kam er nach seiner Freilassung nach Mecklenburg, wo er sich der SG Wismar Süd anschloss. Schon in seinem ersten Jahr spielte er um die Mecklenburger Landesmeisterschaft mit, verlor jedoch das entscheidende letzte Spiel gegen die SG Schwerin mit 2:3. Ein Jahr später konnte gegen den gleichen Gegner der Titel errungen werden.
Durch diesen Erfolg konnte sich Szewierski mit der Mannschaft für die erste Oberligasaison in der DDR qualifizieren. Zwar stieg man sofort wieder ab, doch nach dem Wiederaufstieg folgte 1951/52 noch eine weitere Spielzeit in der höchsten Klasse. In diesen zwei Jahren bestritt Szewierski insgesamt 57 Oberligaspiele für die Hansestädter. 1957 musste das spätere Ehrenmitglied seine Karriere nach einer Meniskusverletzung vorzeitig beenden.
Szewierski, der schon in der Jugendauswahl des Gaues Schlesien gespielt hatte, kam auf 22 Einsätze in der Landesauswahl Mecklenburgs, in der er u. a. auch mit seinem Wismarer Mannschaftskameraden Fritz Laband zusammen spielte. Genauso wie der spätere Weltmeister erhielt auch er ein Angebot von einem Verein aus der Westzone. Doch zuliebe seiner Frau Friedel verzichtete er auf ein Engagement bei Werder Bremen.
Nach dem Ende seiner Laufbahn blieb Szewierski weiter dem Fußball verbunden. 1960 führte er z. B. als Jugendtrainer die Juniorenmannschaft von Motor Wismar zur Landesmeisterschaft. Von 1963 bis 1973 war er Mannschaftsbetreuer der TSG Wismar in der DDR-Liga. 1997 nahm er an der Gründungsveranstaltung vom FC Anker Wismar teil, deren sportliche Entwicklung er bis zu seinem Tod im August 2005 aufmerksam verfolgte.

## Belege
1. ↑  Wismarer Markt, 29. Mai 1996

| Personendaten    | Personendaten            |
| ---------------- | ------------------------ |
| NAME             | Szewierski, Günter       |
| ALTERNATIVNAMEN  | Sczewierski, Günter      |
| KURZBESCHREIBUNG | deutscher Fußballspieler |
| GEBURTSDATUM     | 5. April 1923            |
| GEBURTSORT       | Breslau                  |
| STERBEDATUM      | 6. August 2005           |
| STERBEORT        | Wismar                   |